# Мончак
Монча́к (?—1672) — третій головний тайша калмиків.
Один з найбільш далекоглядних політиків свого часу, прихильник дружніх стосунків з Московським царством.

## Життєпис
Мончак був другим сином головного тайши калмиків Шукур-Дайчина й, після ранньої смерті старшого брата Даяна-Еркі, став наступником свого престарілого батька у 1661 році. Того ж року дав шерть на вірність московському цареві Олексію Михайловичу.
Наступного року разом з батьком здійснив похід проти Джунгарського ханства.
Протягом 1662–1664 років між батьком і сином виникли розбіжності, приводом яких слугувала віддача Мончаком свого племінника Ялби-тайши в Астрахань, за те, що останній порушив шерть на вірність Московському царству, дану Мончаком у 1661 році.
1664 року Мончак ходив війною на дербетських тайшів, які залишилися в Джунгарії, і завдав їм поразки. Один з дербетських тайшів був убитий.
Влітку 1664 року московський уряд офіційно визнав Мончака, як верховного правителя волзьких калмиків, надавши йому відповідні символи влади — булаву і прапор. На той час Мончак ліквідував усіх реальних конкурентів у середині правлячого «торгутського дому», тим самим розчистивши шлях своєму старшому синові Аюкі.
Підтримував дружні стосунки з Іраном, встановлені ще батьком. Приймав послів іранського шаха з дарунками і посилав своїх посланців до Ірану.